# Basalys exigua
Basalys exigua är en stekelart som först beskrevs av Marshall 1868.  Basalys exigua ingår i släktet Basalys, och familjen hyllhornsteklar. Arten är reproducerande i Sverige.